# Paul Maes (Radsportler, Belgien)
Paul Maes (* 30. Juni 1943 in Ekeren) ist ein ehemaliger belgischer Radrennfahrer und nationaler Meister im Radsport.

## Sportliche Laufbahn
Maes war im Bahnradsport aktiv. Er gewann er 1966 den nationalen Titel im Tandemrennen mit René De Bie als Partner. 1967 und 1969 wurde er Vizemeister. In der Meisterschaft der Amateure im Steherrennen wurde er 1966, 1968 und 1969 jeweils Dritter.

## Anmerkung
Auf den radsportseiten.com sind die Ergebnisse mit denen von Paul Maes (Radsportler, Frankreich) vermischt.